# Réserve naturelle de Bliksekilen
La réserve naturelle de Bliksekilen  est une réserve naturelle norvégienne qui est située dans le municipalité de Tønsberg, dans le comté de Vestfold.

## Description
La réserve naturelle de 0,136 km2 a été créée en 2006. La zone est une baie peu profonde sur le côté nord du promontoire de Slagentangen entre Åsgårdstrand et Tønsberg. Au sud et à l'ouest, la baie est entourée d'étroites ceintures de végétation littorale, tandis qu'au nord, elle s'ouvre vers l'Oslofjord. Lorsque les niveaux d'eau sont bas, de grandes parties de la baie sont sèches.

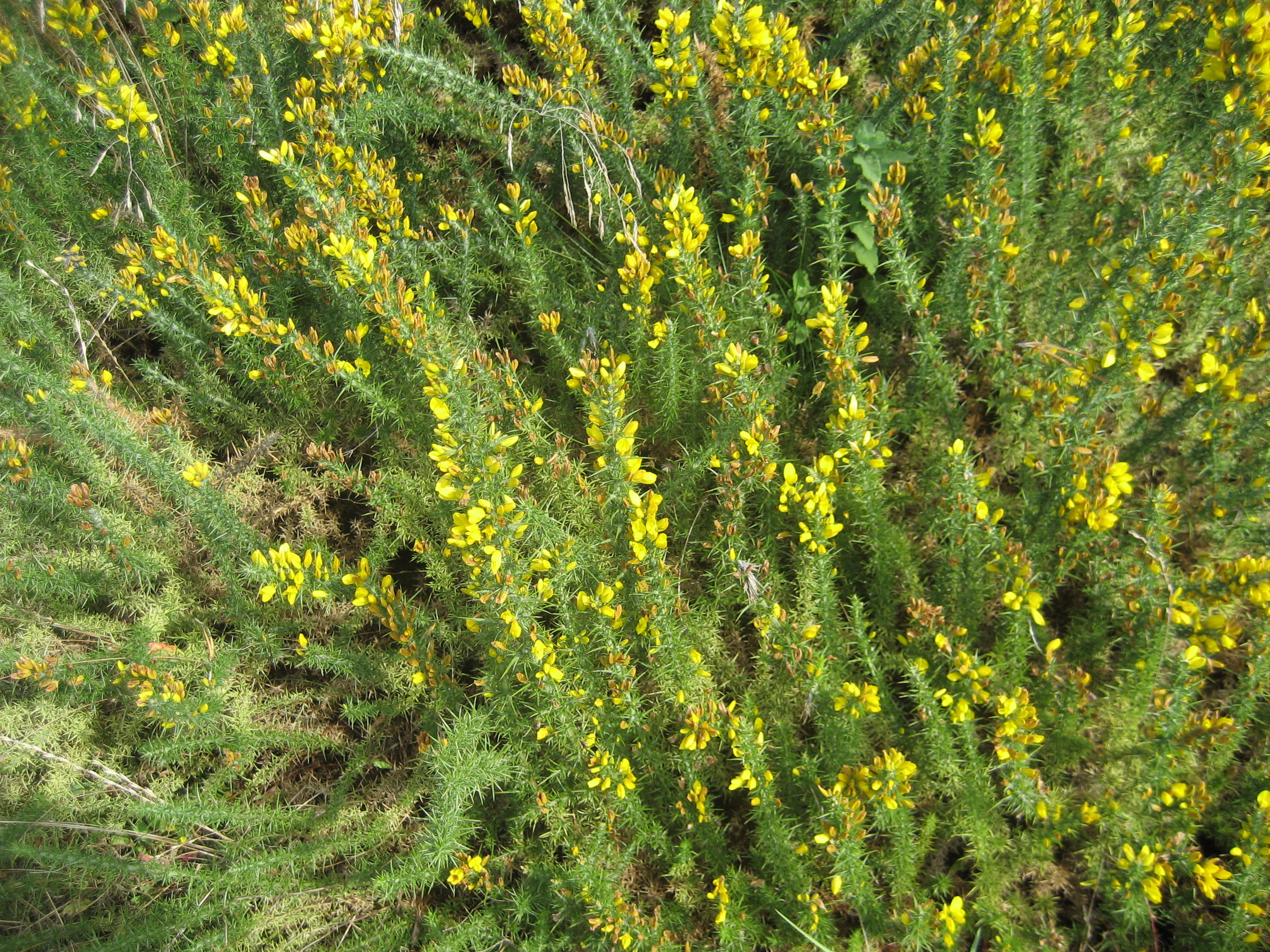
Ajonc nain

Son but est préserver une zone humide avec sa diversité biologique sous forme de types d'habitats, d'écosystèmes, d'espèces et de processus écologiques naturels. La zone est un représentant typique des petites zones d'eau peu profonde du fjord d'Oslo et est unique en ce qu'elle est l'habitat de l'ajonc nain rare et en voie de disparition au niveau national. Cette zone reçoit aussi des oiseaux marins lors des migrations.